# طلال الخیبری
طلال الخیبری (انگلیسی: Talal Al-Khaibari؛ زادهٔ ۹ ژانویهٔ ۱۹۷۷) یک ورزشکار اهل عربستان سعودی است.
از باشگاه‌هایی که در آن بازی کرده‌است می‌توان به باشگاه فوتبال الوحده عربستان سعودی، باشگاه فوتبال القادسیه عربستان سعودی، و تیم ملی فوتبال عربستان سعودی اشاره کرد.
وی همچنین در تیم ملی فوتبال عربستان سعودی بازی کرده است.